# Kurt Denkert
Kurt Denkert (né le 23 décembre 1929 à Lünen, province de Westphalie et mort le 11 septembre 2017 dans la même ville) est un agent administratif et homme politique allemand (SPD).

## Biographie
Après l'école primaire et l'école de commerce, Denkert étudie à l'Académie d'administration et de commerce de Düsseldorf, où il obtient le diplôme social et administratif en 1954, puis termine un apprentissage en administration, qu'il termine avec le premier examen administratif en 1957 et le second en 1959. De 1950 à 1957, il travaille comme commis administratif et de là jusqu'en 1968 comme commis administratif à la ville de Dortmund. De novembre 1968 jusqu'à sa retraite en 1975, il est échevin (chef de service) de la ville de Lünen. En plus de son activité professionnelle, il est membre de l'Union des services publics, des transports et de la circulation (ÖTV) depuis 1946.

## Politique
Denkert rejoint le SPD et en 1957 est devenu membre du comité local du SPD Lünen-Osterfeld. Il est membre du conseil d'administration de l'association municipale SPD de Lünen depuis 1960 et est élu président en 1975. De 1964 à 1968, il est membre du conseil municipal de Lünen. Il est membre du Landtag de Rhénanie-du-Nord-Westphalie du 21 juillet 1962 au 25 juillet 1970 et du 28 mai 1975 au 29 mai 1985.
Denkert est maire de la ville de Lünen de 1989 à 1994. Il se retire ensuite de la politique.